# Shinichi Kawaguchi
Shinichi Kawaguchi (Nagasaki, 13 juni 1977) is een voormalig Japans voetballer.

## Carrière
Shinichi Kawaguchi speelde tussen 2000 en 2002 voor Avispa Fukuoka.

## Statistieken
| Japan   | Japan          | Japan       | League | League | Emperor's Cup | Emperor's Cup | J-League Cup | J-League Cup | Totaal | Totaal |
| Seizoen | Club           | League      | Wed.   | Goals  | Wed.          | Goals         | Wed.         | Goals        | Wed.   | Goals  |
| ------- | -------------- | ----------- | ------ | ------ | ------------- | ------------- | ------------ | ------------ | ------ | ------ |
| 2000    | Avispa Fukuoka | J. League 1 | 15     | 0      | 1             | 0             | 1            | 0            | 17     | 0      |
| 2001    | Avispa Fukuoka | J. League 1 | 9      | 0      | 0             | 0             | 3            | 0            | 12     | 0      |
| 2002    | Avispa Fukuoka | J. League 2 | 2      | 0      | 0             | 0             | -            | -            | 2      | 0      |
| Totaal  | Totaal         | Totaal      | 26     | 0      | 1             | 0             | 4            | 0            | 31     | 0      |